# Skykomish (Washington)
Skykomish je gradić u američkoj saveznoj državi Washington. Prema popisu stanovništva iz 2010. u njemu je živjelo 198 stanovnika.